# Стретавка
}}
Стретавка (словац. Stretavka) — село, громада в окрузі Михайлівці, Кошицький край, Словаччина. Село розташоване на висоті 102 м над рівнем моря. Населення — 185 чол. Вперше згадується в 1266 році.
Протікає річка Чєрна Вода.

## Населення
| Рік:            | 1994. | 2004.    | 2014.   | 2024.    |
| --------------- | ----- | -------- | ------- | -------- |
| Кількість осіб: | 205   | 183      | 192     | 157      |
| Різниця:        |       | -10,73 % | +4,91 % | -18,22 % |

| Рік:            | 2023. | 2024.   |
| --------------- | ----- | ------- |
| Кількість осіб: | 154   | 157     |
| Різниця:        |       | +1,94 % |

## Пам'ятки
У селі є греко-католицька церква Преображення Господнього з 1937 року в стилі сецесії.